# Erromenus fumatus
Erromenus fumatus là một loài tò vò trong họ Ichneumonidae.